# Новий Зелюнь
Новий Зелюнь (пол. Nowy Zieluń) — село в Польщі, у гміні Лідзбарк Дзялдовського повіту Вармінсько-Мазурського воєводства.
Населення — 105 осіб (2011).
У 1975—1998 роках село належало до Цехановського воєводства.

## Демографія
Демографічна структура станом на 31 березня 2011 року:
|          | Загалом | Допрацездатний вік | Працездатний вік | Постпрацездатний вік |
| -------- | ------- | ------------------ | ---------------- | -------------------- |
| Чоловіки | 54      | 12                 | 37               | 5                    |
| Жінки    | 51      | 19                 | 25               | 7                    |
| Разом    | 105     | 31                 | 62               | 12                   |